# 앙리 1세 드 에노

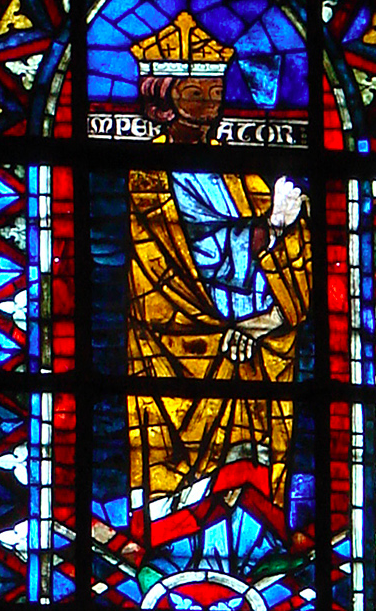

앙리 (Henri I, 1174년 – 1216년)는 콘스탄티노폴리스의 라틴 제국의 두 번째 황제(재위: 1205년~1216년)이다.
앙리는 에노의 백작 보두앵 5세와 플랑드르 여백작 마르가리트와의 사이에서 태어난 아들로 라틴제국의 보두앵 1세의 동생이다. 형 보두앵과 함께 제4차 십자군에 참가하여 콘스탄티노폴리스를 공격했고 라틴 제국을 세우는 데 공을 세웠다. 1205년 형인 황제 보두앵 1세가 제2차 불가리아 제국의 차르 칼로얀과의 전투에서 포로가 되자 라틴 제국의 섭정이 되었고 형의 죽음이 확실해지자 그해 8월 20일 두 번째 라틴 황제가 되었다.
앙리는 현명한 군주여서 그의 치세에 두 명의 강력한 라이벌인 불가리아의 차르 칼로얀과 비잔티움 제국의 후계국인 니케아 제국의 테오도루스 라스카리스와의 세력균형을 교묘히 이용했고 비교적 성공적으로 라틴 제국을 방어했다. 1209년 앙리는 룸 술탄국의 술탄 카이코루스와 동맹을 맺고 니케아 제국을 압박했다. 1211년 10월에 앙리는 소아시아의 린다쿠스 강변에서 테오도루스의 니케아군을 격파했다. 그러나 이때 불가르족이 압박하여 더 이상 진격하진 못했다.1214년 테오도루스와 앙리는 조약을 맺어 라틴 제국은 소아시아 북서 해안을 차지하게 되었다.
앙리는 몬페라토의 보니파치오의 딸 아그네스와 결혼했는데 아그네스는 1207년 자식 없이 죽었는데 그 이후 교황 인노첸시오 3세는 앙리를 불가리아의 칼로얀의 딸 마리아과 강제로 결혼시켰다.
앙리는 1216년 6월 마흔살의 나이로 테살로니키에서 갑작스러운 죽음을 맞았는데 황후 마리아는 독살당했다고 주장했다. 그는 두 번의 결혼에서 모두 후사가 없었으므로 라틴 제국의 귀족들은 앙리의 누이동생 욜란다의 남편인 피에르를 황제로 선출했다.
| 전임 보두앵 1세 | 제2대 라틴제국의 황제 1205년 - 1216년 | 후임 피에르 |